# Informační potřeba
Informační potřeba (anglicky information need) je stav mysli, kdy člověk potřebuje něco vědět nebo zjistit. Konkrétně jde o deficit informací, které jsou potřeba k řešení určitého problému jedince nebo skupiny jedinců. Tento deficit informací se řeší tak, že člověk potřebné informace k řešení začne vyhledávat buďto online, nebo offline v elektronických zdrojích (internet, databáze, vyhledávače, ...), nebo v analogových zdrojích (knihy, časopisy, obrazy, ...).
Informační potřeby lze dělit na osobní (týkající se osobního života) a profesní (týkající se profesního života).